# Ekaterina Konysheva
Ekaterina Konysheva (Ekaterimburgo, 13 de septiembre de 1998) es una actriz, bailarina y docente peruana-rusa, que ha desarrollado su carrera artística en series de televisión, películas y obras de teatro en el Perú.

## Biografía

### Primeros años
Nació el 13 de septiembre de 1998 en Ekaterimburgo, Rusia.[cita requerida] Vivió sus primeros años en Israel y años más tarde, se mudaría al Perú en 2009, obteniendo así la ciudadanía peruana. Tras concluir la secundaria, Konysheva optaría su interés por la actuación, realizando su formación en la Academia Diez Talentos, a cargo de la dirección del actor Bruno Odary la Escuela Plan 9 con David Carrillo.

### Carrera
Comenzó su carrera artística a los doce años, participando como extra en la telenovela Lalola en 2011 y el programa Historias detrás de la muerte el año 2013.
Pero fue hasta el año 2015 cuando formaría parte de la teleserie Al fondo hay sitio con su personaje de Misha, la enamorada temporal de Yoni Gonzáles y compañera de aerolínea de Shirley Gonzáles. Ya para esa época, utiliza el nombre artístico de Kathya Konyshev. Gracias a su personaje en la ficción, le ha permitido asumir por primera vez como protagonista de la obra infantil peruana Las estaciones del sol del escritor Jorge Eslava y ser parte de los videoclips de las canciones interpretadas por el cantante criollo Carlos Farfán en 2016.[cita requerida] Seguidamente, volvió a asumir el protagónico en la adaptación peruana de El abanico de Lady Windermere de Oscar Wilde en 2016, siendo estrenado en el recinto local Teatro Julieta, bajo el papel de Lady Windermere y compartió el rol al lado del primer actor Reynaldo Arenas.
Al año siguiente, participa en el videoclip del tema musical «Break me», interpretado por Mono Vergara y comenzó a trabajar como animadora infantil de la mano de la productora Animanía.[cita requerida]
En el año 2018, Konysheva fue parte del reparto principal de la película Sangra, grita, late! de la dirección de Aldo Miyashiro, en el cual interpretaría a tres personajes en la ficción, siendo estrenada en el Festival de Cine de Lima y protagoniza el videoclip del tema musical «Infidelidad», interpretado por el cantante salsero Wilmer Cartagena. Protagoniza el drama peruano El círculo polar grabado en su mayoría de las escenas en el Castillo de Chancay y participó en el rol secundario de la película No me digas solterona 2 en 2019.
En el año 2021 anunció su retiro temporal del teatro, producto de su embarazo, fruto de su relación con el cantante peruano Karel;[cita requerida] y al año siguiente, regresa a la actuación asumiendo el protagónico de la obra  El bombón rojo bajo el personaje de Gloria, una chica que soñaba con ser bailarina y actriz, en el cual se fue a un café-teatro para demostrar su talento. En esa época, Konysheva inició una etapa de colaboraciones con la productora Neópolis Producciones para la elaboración de cortometrajes y montajes.[cita requerida]
En el año 2023, ingresa al reparto principal de la telenovela Papá en apuros como Kate Chamberline, la mejor amiga de Julieta Olaya e interés amoroso de Matías Quiroz.Concursó en el programa culinario El gran chef famosos en 2024, sin conseguir el éxito.

## Filmografía

### Televisión
| Año       | Título                        | Rol                          | Notas                         | Emisión            |
| --------- | ----------------------------- | ---------------------------- | ----------------------------- | ------------------ |
| 2011      | Lalola                        |                              | Rol secundario                | Frecuencia Latina  |
| 2013      | Historias detrás de la muerte |                              | Rol secundario                | Frecuencia Latina  |
| 2015      | Al fondo hay sitio            | Misha                        | Rol recurrente                | América Televisión |
| 2023-2024 | Papá en apuros                | Kate Chamberline «la Gringa» | Rol principal                 | Latina Televisión  |
| 2024      | El gran chef famosos          | Ella misma                   | Participante (temporada 7)    | Latina Televisión  |
| 2025      | Nina de azúcar                | Pilar                        | Rol de antagonista recurrente | América Televisión |
| 2025      | Eres mi sangre                | Estela                       | Reparto recurrente            | América Televisión |

### Teatro
| Año  | Título                        | Rol             | Notas           |
| ---- | ----------------------------- | --------------- | --------------- |
| 2015 | Las estaciones del sol        | Sol             | Rol protagónico |
| 2016 | El abanico de Lady Windermere | Lady Windermere | Rol protagónico |
| 2022 | El bombón rojo                | Gloria          | Rol protagónico |

### Videoclips musicales
| Año  | Título                                                          | Rol                  | Notas                  |
| ---- | --------------------------------------------------------------- | -------------------- | ---------------------- |
| 2016 | «Ahora y aqui» de Carlos Farfán                                 | Ella misma           | Participación especial |
| 2016 | «No me olvidarás» de Carlos Farfán                              | Ella misma           | Participación especial |
| 2017 | «Break me» de Mono Vergara                                      | Ella misma           | Participación especial |
| 2018 | «Infidelidad» de Wilmer Cartagena                               | Mujer infiel         | Participación especial |
| 2019 | «Cuando te besé» de Daniela Darcourt y Combinación de La Habana | Ella misma           | Participación especial |
| 2019 | «Tusa» de Los Barraza                                           | Chica del dormitorio | Participación especial |

### Cine
- Sangra, grita, late! (2018) como Maribel, Estrella y Adriana (coprotagónico).
- El círculo polar (2021)
- Un mundo para Julius (2021)
- No me digas solterona 2 (2022) como Rusa (rol principal).